# Ramon Menal i Armisé
Ramon Menal i Armisé (Terrassa, Província de Barcelona, 1917 - Barcelona, 2 de novembre de 1985) va ser un naturalista català i el primer president de la Societat Catalana de Micologia.
La seva activitat professional, com a inspector de subministraments de Forces Elèctriques de Catalunya (FECSA) era molt allunyada de la micologia, activitat en la qual es formà de manera autodidacta, quan els estudis sobre aquesta matèria a Catalunya i als Països Catalans, eren pràcticament inexistents, amb excepcions notables com la del metge i micòleg català Joaquim Codina i Vinyes. Des del moment que començà a actuar públicament com a micòleg, Menal treballà sempre amb una gran intensitat. Ja l'any 1971 publicà un petit manual: «Setas: guía para el aficionado», editat a Pamplona, i posteriorment, publicà nombrosos articles a la premsa, i participà en programes de ràdio i televisió, així com en els certàmens micològics més importants. Des d'aleshores es mantingué sempre a primera línia en la tasca de preparar i de fer excursions, reunions de treball, exposicions, cursets i actes diversos de divulgació. La seva col·laboració en les activitats de l'Institut Botànic de Barcelona fou constant i d'un gran valor. Alhora, va mantenir nombroses i intenses relacions amb els micòlegs de tota la península Ibèrica i de l'altra banda dels Pirineus. Així, entre els anys 1972 i 1984 participà activament a les Jornades Micològiques de Madrid i a totes les exposicions sobre fongs.
En aquella època, el Dr. Pius Font i Quer, el gran impulsor de la botànica catalana, quan s'interessà en l'estudi d'aquesta àrea científica, i inicià les exposicions de bolets de l'Institut Botànic de Barcelona l'any 1931, es veié obligat a fer venir especialistes estrangers per tal que la determinació de les espècies tingués prou garantia. I ja cap al 1960, expressà la conveniència de constituir una societat per a estudi de la Micologia, que reunís, d'una banda, els científics universitaris, que aleshores començaven ja a sorgir i, de l'altra, els nombrosos afeccionats, molts d'ells bons coneixedors pràctics dels bolets. La consciència de l'ampla base popular que té a Catalunya la micofília i l'exemple de nombrosos països europeus, on societats semblants funcionen satisfactòriament i amb regularitat, li feren pensar que una societat micològica havia de ser viable. En aquell moment no fou possible, però, pocs anys més tard, pels volts de 1970, havent canviat una mica la situació general i augmentat ràpidament la cohesió del nucli d'afeccionats a l'estudi dels fongs, començà a concretar-se el projecte. I el 1972 la Societat Catalana de Micologia adquirí estat oficial. I Menal estigué des del principi en aquesta empresa. I treballà amb una gran intensitat. La prova més evident d'això es troba en el fet que, com a reconeixement a la seva obra, la Societat Catalana de Micologia el nomenà president honorari perpetu l'any 1978. Un dels grans valors de Menal, a més de ser un gran estudiós, fou la seva capacitat en aconseguir aglutinar al seu voltant gent de molt diversos nivells culturals i científics, amb l'objectiu d'ocupar-se del estudis sobre la micologia, en l'àmbit teòric i pràctic.
Una anècdota curiosa en la seva trajectòria vital fou com els seus coneixements micològics li permeteren convertir-se en "milionari", després de la seva participació en el concurs televisiu de TVE "Un millón para el mejor", aconseguint enfrontar-se i superar a tots els altres participants i emportar-se el premi final.

## Publicacions
- Setas: guía para el aficionado: nuestras especies más comunes e interesantes, tóxicas y comestibles (1971)
- «Origen i fundació de la Societat Catalana de Micologia». Butlletí de la Societat Catalana de Micologia, 1983, pàg. 3-4.